# 天橋立観光船
天橋立観光船（あまのはしだてかんこうせん）は、丹後海陸交通が京都府宮津市の景勝地である天橋立で運航する観光船。船の愛称は「かもめ号」である。

## 概要

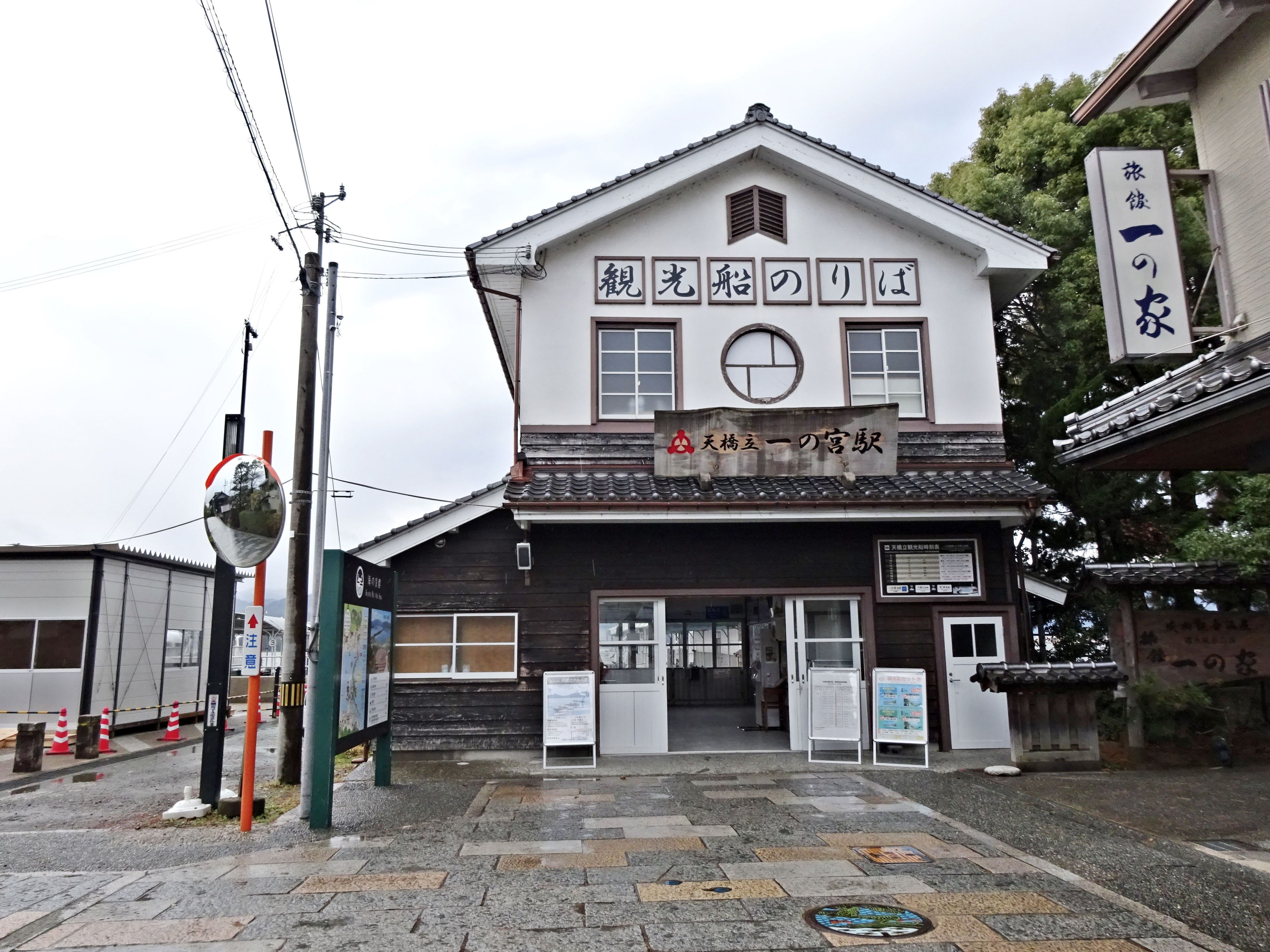
天橋立観光船のりば「一の宮駅」

松並木で繋がる両岸の文珠地区「天橋立桟橋」〜府中地区「一の宮桟橋」を結ぶ観光船。乗船時間は15分ほどである。
天橋立の松並木が防風林となっており、比較的穏やかな内海を運航するため、揺れは少ない。
朝晩のみ、基地港となっている「宮津港」との間でも運航される。

## 船舶

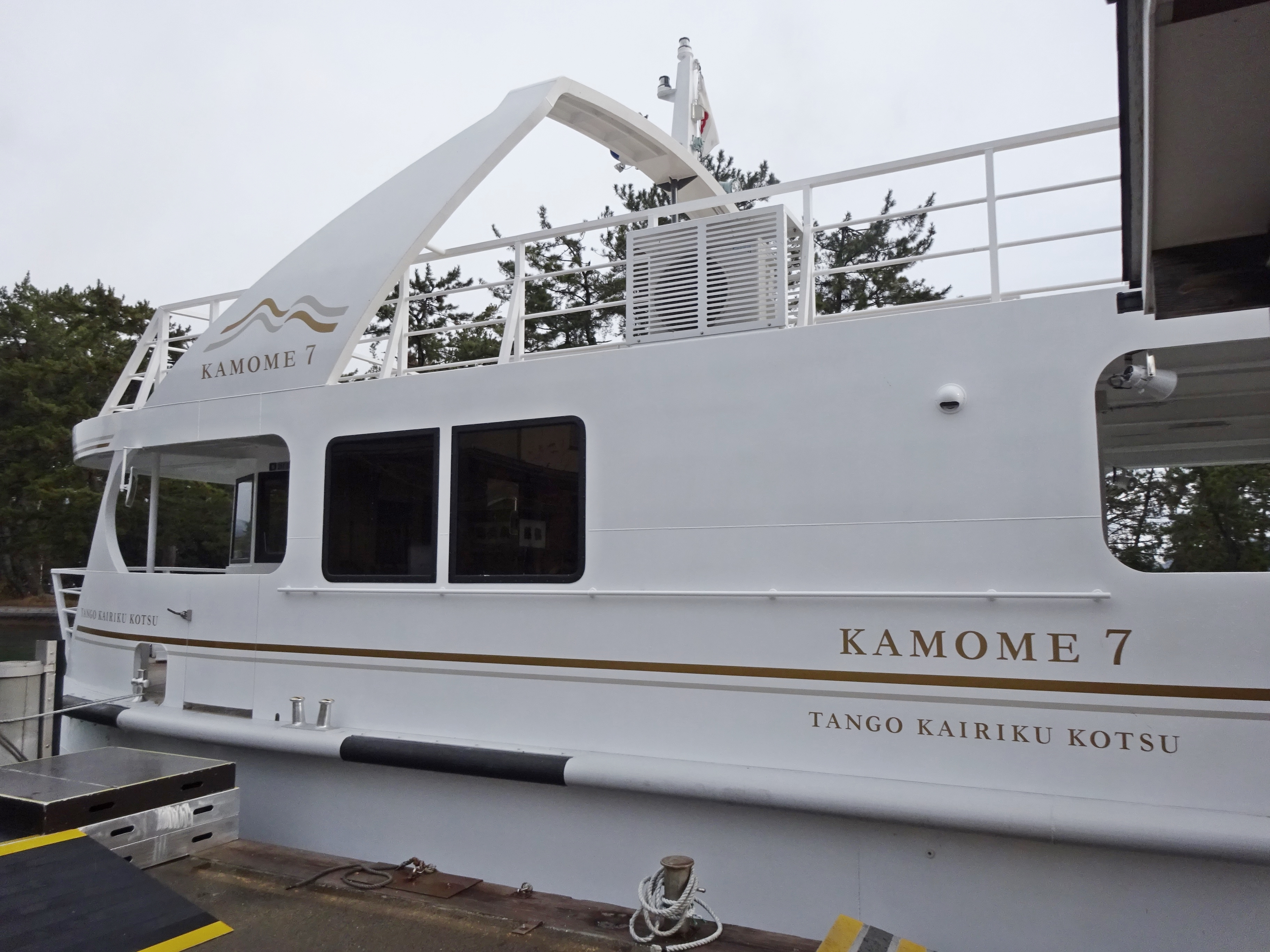
丹後海陸交通「KAMOME7」

### KAMOME7
2023年8月10日就航

乗船定員：150名

2階建双胴船。1階客室25席、1階甲板20席、2階32席。
エアコンあり。トイレ付き。
デザイン : GK京都

### かもめ12号
乗船定員：120名
2階建双胴船。1階客室36席、エアコンあり。トイレ付き。

### かもめ11号
乗船定員：120名
2階建双胴船。1階客室36席、エアコンあり。トイレ付き。

### かもめ3号
乗船定員：80名
客室63席、エアコンあり。後部デッキ17席。トイレ付き。

### かもめ1号
乗船定員：80名
客室63席、エアコンあり。後部デッキ17席。トイレ付き。

## 航路・出港場所
一の宮桟橋〜天橋立観光船のりば〜宮津桟橋

### 出港場所

#### 一の宮桟橋
京都府宮津市大垣118-1

#### 天橋立桟橋
京都府宮津市文珠466

#### 宮津桟橋
京都府宮津市浜町3021

## 運賃

### 天橋立桟橋〜一の宮桟橋
片道：大人700円、小児350円
往復：大人1200円、小児600円

### 宮津桟橋〜一の宮桟橋
片道：大人1200円、小児600円
往復：大人2000円、小児1000円

### 宮津桟橋〜天橋立桟橋
片道：大人500円、小児250円
往復：大人900円、小児450円